# Kaltouma Nadjina
Kaltouma Nadjina (Bol, 16 novembre 1976) è un'ex velocista ciadiana.

## Biografia
Nata ai confini del lago Ciad da una modesta famiglia, Nadjina si è avvicinata allo sport nel 1993 partecipando ad un evento a Moundou. Nel medesimo anno approda a Stoccarda al suo primo Mondiale gareggiando nei 200 e 400 metri piani. Nel 1997, dopo aver preso parte ai Giochi olimpici di Atlanta 1996, ottiene per intercessione del Comitato Olimpico Internazionale la possibilità di trasferirsi dapprima in Georgia per potersi continuare ad allenare e successivamente in Canada, a partire dal 2000.
Oltre ad aver preso parte alle competizioni olimpiche di Sydney 2000 e Atene 2004, Nadjina ha preso parte nel 2001 a due finale Mondiali nei 400 metri piani, arrivando ad un passo dal podio ai Mondiali indoor in Portogallo.

I maggiori successi riscontrati da Nadjina sono stati in campo continentale africano, per esempio con le due medaglie d'oro vinte ai Campionati africani di Tunisi nel 2002. Ha inoltre vinto altrettante medaglie in varie edizioni dei Giochi della Francofonia.
Detentrice dei record di velocità del Ciad, nel 2009 le è stata revocata una vittoria ad una competizione IAAF essendo risultata positiva al test anti-doping.

## Palmarès
| Anno | Manifestazione           | Sede         | Evento      | Risultato        | Prestazione | Note |
| ---- | ------------------------ | ------------ | ----------- | ---------------- | ----------- | ---- |
| 1993 | Mondiali                 | Stoccarda    | 200 m piani | Batteria         | 26"15       |      |
| 1993 | Mondiali                 | Stoccarda    | 400 m piani | Batteria         | 59"76       |      |
| 1994 | Campionati africani U20  | Algeri       | 200 m piani | 6ª               | 25"34       |      |
| 1994 | Mondiali U20             | Lisbona      | 200 m piani | Batteria         | 24"99       |      |
| 1994 | Mondiali U20             | Lisbona      | 400 m piani | Batteria         | 56"08       |      |
| 1995 | Mondiali                 | Göteborg     | 200 m piani | Batteria         | 24"57       |      |
| 1996 | Giochi olimpici          | Atlanta      | 200 m piani | Batteria         | 24"47       |      |
| 1997 | Mondiali                 | Stoccarda    | 200 m piani | Batteria         | 26"15       |      |
| 1997 | Mondiali                 | Stoccarda    | 400 m piani | Batteria         | 59"76       |      |
| 1997 | Giochi della Francofonia | Antananarivo | 400 m piani | 8ª               | 54"30       |      |
| 1998 | Campionati africani      | Dakar        | 200 m piani | Batteria         | 24"04       |      |
| 1999 | Mondiali indoor          | Maebashi     | 400 m piani | Batteria         | 54"30       |      |
| 1999 | Mondiali                 | Siviglia     | 400 m piani | Quarti di finale | 52"47       |      |
| 1999 | Giochi panafricani       | Johannesburg | 200 m piani | 7ª               | 23"55       |      |
| 1999 | Giochi panafricani       | Johannesburg | 400 m piani | 8ª               | 52"47       |      |
| 2000 | Campionati africani      | Algeri       | 200 m piani | Batteria         | 23"57       |      |
| 2000 | Campionati africani      | Algeri       | 400 m piani | Bronzo           | 52"27       |      |
| 2000 | Giochi olimpici          | Sydney       | 200 m piani | Batteria         | 23"81       |      |
| 2000 | Giochi olimpici          | Sydney       | 400 m piani | Quarti di finale | 52"60       |      |
| 2001 | Mondiali indoor          | Lisbona      | 400 m piani | 4ª               | 52"49       |      |
| 2001 | Giochi della Francofonia | Ottawa       | 200 m piani | Oro              | 23"07       |      |
| 2001 | Giochi della Francofonia | Ottawa       | 400 m piani | Argento          | 51"03       |      |
| 2001 | Mondiali                 | Edmonton     | 200 m piani | Batteria         | dns         |      |
| 2001 | Mondiali                 | Edmonton     | 400 m piani | 5ª               | 50"80       |      |
| 2002 | Campionati africani      | Tunisi       | 200 m piani | Oro              | 22"80       |      |
| 2002 | Campionati africani      | Tunisi       | 400 m piani | Oro              | 51"09       |      |
| 2003 | Mondiali indoor          | Birmingham   | 400 m piani | Batteria         | 53"50       |      |
| 2004 | Campionati africani      | Brazzaville  | 200 m piani | Bronzo           | 23"29       |      |
| 2004 | Campionati africani      | Brazzaville  | 400 m piani | Argento          | 50"80       |      |
| 2004 | Giochi olimpici          | Atene        | 400 m piani | Semifinale       | 51"57       |      |
| 2005 | Mondiali                 | Helsinki     | 400 m piani | Semifinale       | 52"07       |      |
| 2005 | Giochi della Francofonia | Niamey       | 200 m piani | Oro              | 22"92       |      |
| 2005 | Giochi della Francofonia | Niamey       | 400 m piani | Oro              | 52"12       |      |
| 2006 | Campionati africani      | Bambous      | 400 m piani | dns              | dns         |      |
| 2009 | Giochi della Francofonia | Beirut       | 200 m piani | Oro              | 23"09       |      |
| 2009 | Giochi della Francofonia | Beirut       | 400 m piani | Oro              | 51"04       |      |

## Altre competizioni internazionali
2002
- in Coppa del mondo ( Madrid), 4×400 m - 3'26"84